# اچ‌ام‌اس نیاد (۹۳)
اچ‌ام‌اس نیاد (۹۳) (به انگلیسی: HMS Naiad (93)) یک زیردریایی است که طول آن ۴۸۵ فوت (۱۴۸ متر) می‌باشد. این زیردریایی در سال ۱۹۳۹ ساخته شد.